# Серая короткошипая акула
Серая короткошипая акула (лат. Centrophorus squamosus) — вид хрящевых рыб рода короткошипых акул одноимённого семейства отряда катранообразных. Эти довольно крупные глубоководные акулы были обнаружены в ограниченных областях Тихого, Атлантического и Индийского океана на глубине до 2400 м. Размножаются яйцеживорождением. Максимальная зарегистрированная длина 164 см. Рацион состоит в основном из костистых рыб.

## Таксономия
Впервые вид научно описан в 1788 году французским натуралистом Пьером Жозефом Боннатерре. От голотипа сохранилась только голова. Родовое название происходит от слов греч. κεντρωτός — «утыканный шипами» и греч. φορούν — «носить», а видовое лат. squamosus означает «чешуйчатый», «покрытый чешуёй». 

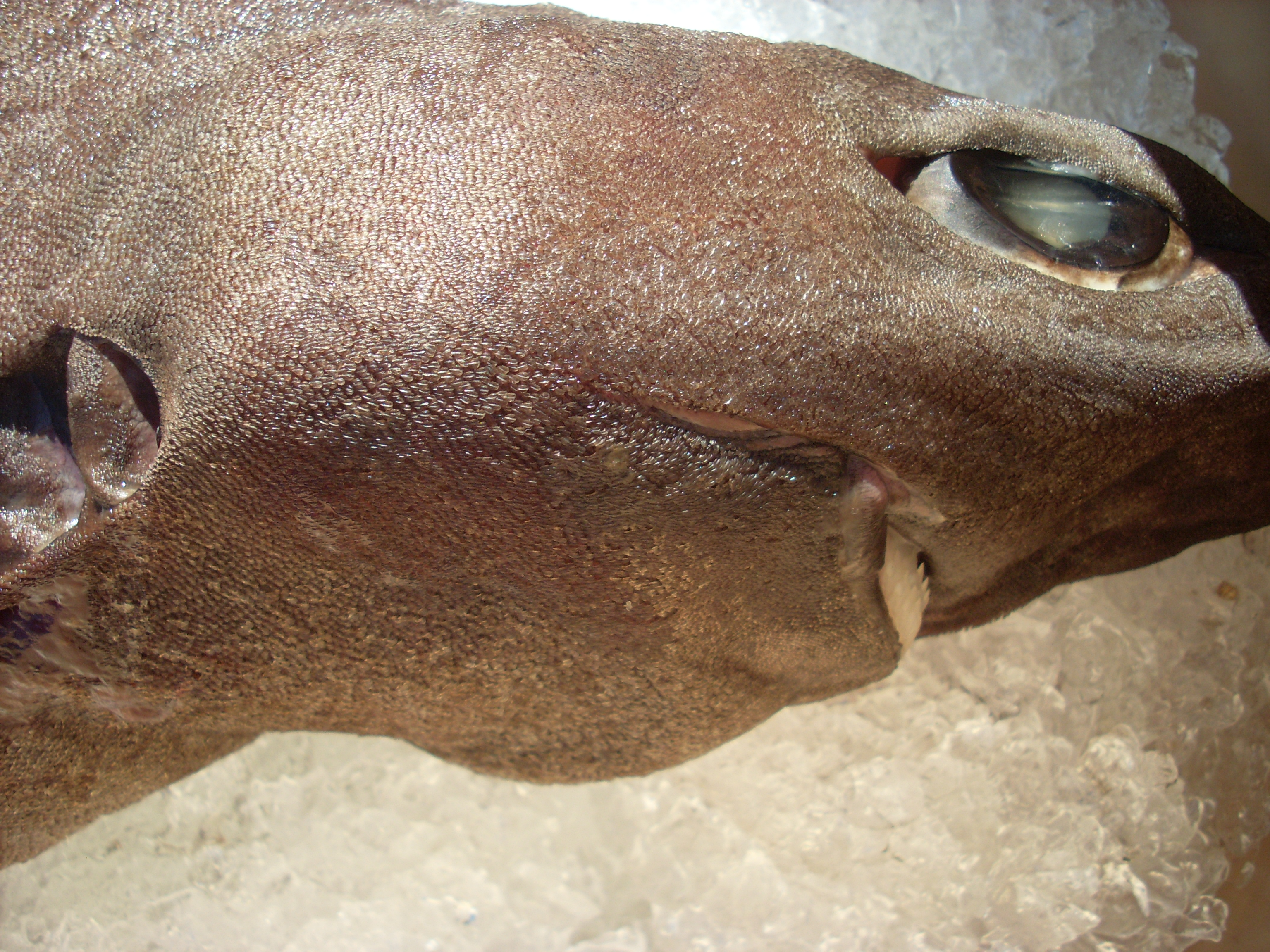
Голова серой короткошипой акулы.

## Ареал
В восточной Атлантике серые короткошипые акулы встречаются от Исландии до Сенегала, Канарских островов, Фарерских островов, Азорских островов, Габона, Заира, Намибии, и западной части Мыса Доброй Надежды. В западной части Индийского океана они обитают у берегов ЮАР и островов Альдабра. В Тихом океане они попадаются в водах Японии, Филиппин (Лейте, Минданао), Новой Зеландии и у юго-восточного побережья Австралии. Эти акулы держатся на континентальном шельфе на глубине от 229 до 2359 м. В восточной Атлантике они редко опускаются глубже 1000 м.

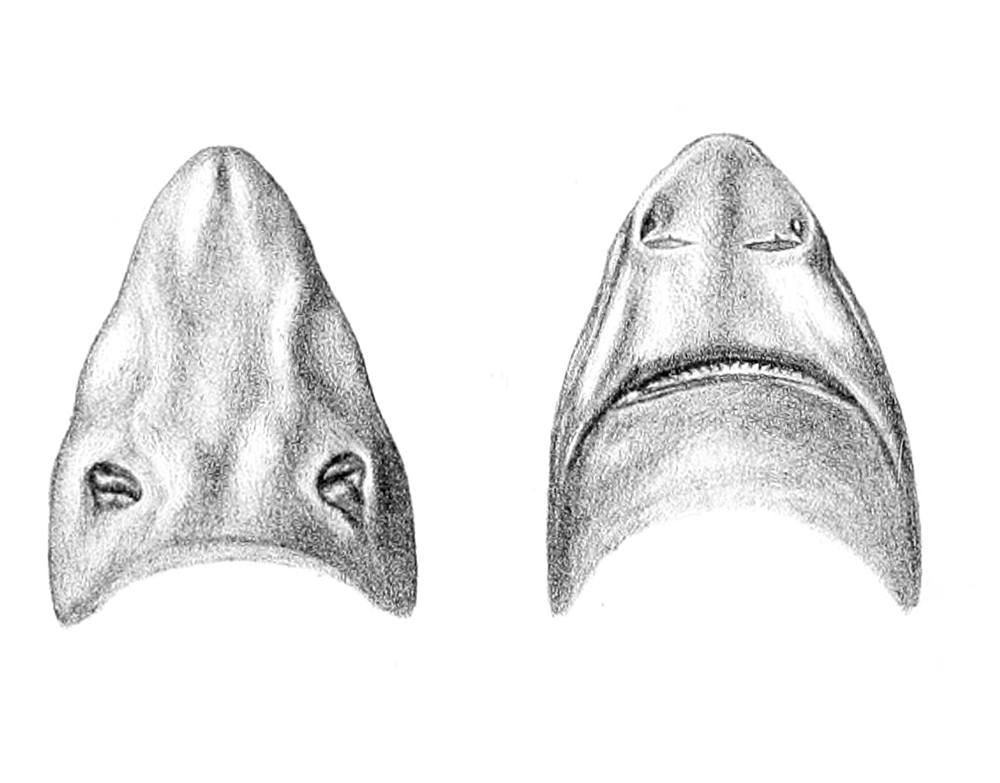
Голова серой короткошипой акулы (вид сверху и снизу).

## Описание
У серых короткошипых акул удлинённое тело и рыло. Расстояние от кончика рыла до рта равно ширине рта, но короче расстояния от рта до основания грудных плавников. Анальный плавник отсутствует. Глаза крупные, овальные, вытянуты по горизонтали. Позади глаз имеются брызгальца. У основания спинных плавников выступают вертикальные шипы. Тело покрывают плакоидные выступающие чешуи в виде ромбов с зазубренными краями и каудальным острым выступом, перекрывающие друг друга. Каудальный свободный конец грудных плавников широкий и довольно короткий.
Первый спинной плавник длинный и низкий. Второй спинной короче, но примерно равен с ним по высоте или даже выше. Длина его основания составляет от 2/3 от длины основания первого спинного плавника. У взрослых акул расстояние между началами оснований спинных плавников приблизительно равно дистанции между кончиком рыла и серединой основания грудных плавников. Длина внутреннего края грудных плавников короче расстояния между вторым спинным и хвостовым плавниками. Хвостовой плавник асимметричный и короткий, нижняя короче верхней. Латеральные кили и прекаудальная выемка на хвостовом стебле отсутствуют. У края верхней лопасти хвостового плавника имеется маленькая вентральная выемка. Окрас тёмно-серого или шоколадно-серого цвета.
Максимальная зарегистрированная длина составляет 164 см.

## Биология
Серые короткошипые акулы размножаются яйцеживорождением. В помёте от 5 до 8 детёнышей длиной 35—43 см. Самки достигают половой зрелости при длине от 137 до 158 см, а самцы при длине от 103 см. Рацион состоит из костистых рыб, кальмаров и небольших катранообразных.  

## Взаимодействие с человеком
Серые короткошипые акулы не представляют опасности для человека. Подобно прочим глубоководным акулам со схожим жизненным циклом они чувствительны к перелову. Ограниченность ареала также делает их уязвимыми. В качестве прилова они попадают в коммерческие донные ярусы, тралы и жаберные сети, ориентированные на глубоководных акул. В некоторых местах ведётся целевой промысел. Их перерабатывают на рыбную муку, мясо и плавники этого вида. Используют в пищу, печень ценится из-за высокого содержания сквалена. В Японии считались ценной промысловой рыбой, пик добычи пришёлся на период Второй мировой войны, после чего численность популяции резко снизилась. В Португалии промысловый пик был достигнут в 1986 году, затем уловы пошли на спад. Международный союз охраны природы присвоил этому виду статус «Уязвимый».